# Juan Carlos Pitt
Juan Carlos Pitt (Córdoba, 1869 - íd., 1914) fue un profesor y político argentino, intendente municipal de la ciudad de Córdoba entre 1904 y 1905. 

## Biografía
Nació en la ciudad de Córdoba, el 26 de octubre de 1869 y sus padres fueron Juan José Pitt y Clara de Goycoechea.
Realizó sus estudios en el Colegio Nacional de Monserrat y luego pasó a la Facultad de Derecho y Ciencias Sociales de la Universidad Nacional de Córdoba, donde recibió el título de abogado en 1891, siendo el tema de su tesis “La ebriedad como factor de los delitos de sangre en la Argentina”. 
Incursionó en el periodismo y la literatura publicando una obra en formato de folletín con el título Loreley, y posteriormente se desempeñó como fiscal de gobierno. De manera paralela inició una fecunda carrera en la docencia, siendo profesor de Historia en la universidad nacional.
Fue presidente del Consejo Provincial de Educación, director general de escuelas de Córdoba, diputado provincial y luego nacional. Integró la nómina de convencionales que reformaron la constitución provincial en 1900.
En junio de 1904 asumió la intendencia de la ciudad de Córdoba, tras la renuncia del intendente Félix T. Garzón quien había sido elegido vicegobernador de la provincia. Pitt dejó el cargo en marzo de 1905 cuando el gobernador José Vicente de Olmos lo nombró ministro de gobierno. 
En sus últimos años dio prioridad a su tarea docente, siendo en 1913 decano de la Facultad de Derecho y Ciencias Sociales e integrando el Consejo Superior de la universidad.
En 1914, viajó a la ciudad de La Plata para pronunciar una serie de conferencias y luego de una de ellas, cayó enfermo. Falleció el 1° de noviembre de aquel año.